# Hypancistrus zebra
Hypancistrus zebra (гипанциструс-зебра) — вид прісноводних риб з роду Hypancistrus родини Лорікарієві ряду сомоподібні. Поширений у Бразилії, утримують також в акваріумах.

## Опис
Досягає 6,4 см (в акваріумі — 8 см) завдовжки. Спостерігається статевий диморфізм: самці більше за самиць. Голова широка, сплощена зверху. Морда довга. Очі доволі великі, розташовано відносно високо на голові. Є 2 пари невеликих вусів. На міжщелепній кістці є подовжений гачкуватий шип. Тулуб кремезний або витягнутий, сплощений знизу. Спинний плавець помірно довгий з 1 жорстким і 7 м'якими променями. Жировий плавець невеличкий. Грудні плавці широкі. У грудні частині є клейовий апарат, що дозволяє присмоктуватися до каміння або інших предметів дна. Черевні плавці великі, у самців на них є шипи на променях. Анальний плавець складається з 1 жорсткого і 4 м'якими променями. Хвостовий плавець подовжений, широкий, з виїмкою, що йде навкоси зверху донизу. Верхня лопать вужча за нижню.
Забарвлення сніжно-біле з блакитним відтінком на хвостовому плавці, по якому проходять оксамитно-чорними діагональними смугами по тулуб, завершуючись на хвостовому стеблі. На голові ці смуги є поперечними. На спинному і грудних плавці смуги вертикальні. Зустрічаються особини з хвилястими та переривчастими лініями. Очі блакитнуватого кольору.

## Спосіб життя
Є демерсальною рибою. Зустрічається у середніх течіях зі скелясто-кам'янистим дном. Є полохливою рибою. Вдень ховається в печерах, серед корчів. Активна вночі. Живиться дрібними безхребетними, у меншій мірі водоростями й детритом.
Самиця відкладає ікру в печерках. Самець охороняє кладку.
Тривалість життя становить 10 років.

## Розповсюдження
Мешкає у басейні річки Шінгу (Бразилія).

## Утримання в акваріумі
Мінімальний об'єм акваріума — 60 літрів. Оптимальні умови утримання: температура 24-28 °C, твердість до 20°, pH 6-8, необхідна фільтрація, аерація та щотижнева часткова заміна води. Корм — традиційні заморожені та сухі корми, що тонуть.